# Francisco Correa Sánchez
Francisco Correa Sánchez (* 31. Oktober 1955 in Casablanca, Marokko) ist ein ehemaliger spanischer Unternehmer.

## Leben
Francisco Correa Sánchez ist ein spanischer Geschäftsmann, Namensgeber der strukturieren Vorteilsgewährung Caso Gürtel, weshalb er 2009 von den spanischen Behörden verhaftet wurde. Er wurde in Untersuchungshaft genommen, unter dem Vorwurf der Bestechung, Vorteilsgewährung Geldwäsche, Steuerbetrug, Bildung krimineller Vereinigungen und Urkundenfälschung. Am 11. Juni 2012 verließ er das Centro Penitenciario Madrid V, dank der Kaution von 200.000 Euro, die seine Mutter gezahlt hatte, unter der Auflage einer tägliche Meldepflicht. Darüber hinaus behielt er den Status des Verdächtigen aufgrund der ihm zur Last gelegten Straftaten bei.
Sein Spitzname Don Vito, ist Vito Corleone entliehen, dem Autor des Der Pate. Sein Nachname Correa (deutsch Gurt) inspirierte die Strafverfolgungsbehörde die Ermittlungen als Fall Gürtel (Caso Gürtel) zu referenzieren.

## Werdegang
In den frühen 1960er Jahren zog er mit seinen Eltern aus seiner Geburtsstadt Casablanca nach Madrid, wo er 1968, im Alter von 13 Jahren begann, als Hotelpage in einem Hotel zu arbeiten.
Seit seiner Kindheit beherrschte er neben Spanisch auch Französisch, was in seiner ersten Arbeitsphase im Umgang mit ausländischen Touristen nutzen konnte, als er in einem Reisebüro in der Nähe des Parteizentrale der PP in Madrid arbeitete. Bei einer Pauschalreise nach Palma de Mallorca lernte er seine erste Frau, María Antonia Puerto Guzmán, kennen, mit der er einen Sohn hatte, der an Mukoviszidose erkrankt war und 1996 im Alter von 13 Jahren starb. Anfang 2009 prangerte María Antonia in einem Brief an den Herausgeber der Zeitung El Mundo an, dass Correa sie bald ihrem Schicksal überlassen habe und dass er sich niemals Sorgen um die immer brüchige Gesundheit seines Sohnes machte.
1997 heiratete er in Marbella, wohin er häufig reiste, Carmen Rodríguez Quijano, zu der einige Zeit eine romantische Beziehung unterhielt. Jahre später hatte er mit dieser zweiten Frau eine Tochter. In diese Zeit wird die Aufnahme seiner geschäftlichen Beziehungen zur Partido Popular (Spanien) datiert.

### Geschäftstätigkeit
Correa leitete mehrere Unternehmen, die eng mit der PP verbunden waren, darunter Special Events, die einige Jahre lang wichtige Veranstaltungen für die Partei organisierten.
Der Einfluss von Correa in der PP erreichte ihren Höhepunkt in der Amtszeit der Regierungen von José María Aznar. Er war ein Freund von Aznars Schwiegersohn Alejandro Agag, auf dessen Hochzeit
am 5. September 2002 im Real Sitio de San Lorenzo de El Escorial auch Correa zu Gast war. Er gesellte sich zum Personenkreis der an der Buchführung der Vorteilsgewährung mitgewirkt hat. In diese Zeit wird der Wandel von einer gelegentlichen Vorteilsnahme zu einer Systematisierung der Beziehungen zu den Gemeinden und Autonome Gemeinschaften Spaniens mit PP-Bürgermeistern und PP-Präsidenten datiert. Den Ermittlungen der Steuerbehörde zufolge gelang es ihnen in wenigen Jahren, ein komplexes Netzwerk aus Zahlungen, Bestechungsgeldern und Steuerhinterziehung aufzubauen und dabei jede Art von Steuerkontrolle zu vermeiden.
Carmen Rodríguez Quijano, Büroleiterin von Guillermo Ortega, Bürgermeister von Majadahonda, vergab Aufträge der Gemeinde an Special Events. Neben Special Events war Correa Geschäftsführer von drei weitere Unternehmen, darunter Servimadrid, der Esperanza Aguirre Präsidentin der Comunidad de Madrid Kredite gewährte. Auch die PP-geführte Valencianische Gemeinschaft vergab öffentliche Aufträge an Correas Unternehmen.
Die Tochtergesellschaft von Special Events in Valencia, Orange Market, wurde von Álvaro Pérez, bekannt als „Álvaro el del bigote“ (mit dem Schnauzer), einem engen Freund des Präsidenten der valencianischen PP, Francisco Camps, PP-Präsident der Valencianische Gemeinschaft, geleitet. Orange Market organisierte Veranstaltungen für die PP als auch für die Regionalregierung in Valencia. Nach der Niederlage der PP bei den Parlamentswahlen 2004 wurde ihre Geschäftsstruktur an einigen Stellen geändert und intensiviert, insbesondere im Fall von Geschäften in der Valencianische Gemeinschaft mit der Regierung von Francisco Camps, der noch bis 2011 Präsident war.
Francisco Correa stach in diesen Jahren, wie El Mundo berichtete, durch seinen aufwendigen Lebensstil hervor, der den wirtschaftlichen Aufschwung seiner Unternehmen illustrierte. Ein Verhalten vor dem sich der gewöhnliche Steuerzahler hütet, wurde in seinem Fall von Miguel Ángel Rodríguez Bajón, einem Journalisten der für die PP ein modernes Image entwarf, kritisiert. Ende 2008, zur Zeit der größten Pracht, besaß das Unternehmen mehrere Immobilien in Spanien und setzte das gleiche Geschäftsmodell fort.

### Der Fall Gürtel
Am 6. Februar 2009 leitete Richter Baltasar Garzón ein Ermittlungsverfahren wegen mutmaßlicher Korruption der Partido Popular (Spanien) von Madrid und der Valencianischen Gemeinschaft sowie an der Costa del Sol ein. Am selben Tag wurde Francisco Correa in einem seiner Häuser in Sotogrande festgenommen. Die Ermittlungsverfahren erstreckten sich auf: den Bürgermeister von Boadilla del Monte, Arturo González Panero, den Sportminister der Autonomen Gemeinschaft Madrid, Alberto López Viejo, und den früheren Bürgermeister von Majadahonda, Guillermo Ortega Alonso.
Baltasar Garzón war Untersuchungsrichter der Audiencia Nacional de España, die für Hochverrat und universelle Gerichtsbarkeit (exteritorriale Anwendung von spanischen Gesetzen) zuständig ist. Vermittels Telefonüberwachung geriet er in die Niederungen der Parteienfinanzierung. Als Correa am Telefon behauptete, er habe sechs Millionen Euro an den Schatzmeister der PP und Senator für Kantabrien Luis Bárcenas gezahlt, klärte Garzón seine Zuständigkeit, indem er der Staatsanwaltschaft zur Korruptionsbekämpfung anbot, den Fall an das Tribunal Superior de Justicia de Madrid respektive an das Tribunal Superior de Justicia de Valencia abzugeben, das Angebot wurde nicht angenommen.
Ebenfalls ermittelte er gegen den PP-Abgeordnete Gerardo Galeote.
Garzón ermittelte, dass Galeote und Bárcenas von Correa 1.353.000 Euro bzw. 652.000 Euro erhielten. So verlor Präsident Francisco Camps die zweifelhafte Position des Bestdotierten, da in seinem Fall die nützlichen Aufwendungen 12.000 Euro für Auftragsvergaben von Orange Market betrugen.
Nach Angaben des Schneiders, der Camps mit Kleidern versorgte, zahlte der Präsident der Gemeinschaft dem Geschäft niemals einen einzigen Euro. Er gab an, dass die Anzüge von Camps von Pablo Crespo bezahlt wurden, einem Mitglied der PP und Geschäftsführer von Special Events.
Am 12. Februar 2009 wurde Correa in das Centro Penitenciario Madrid V überstellt und zeigte einen fortschreitend depressiven Zustand.
Gegenüber einem Mitgefangenen kommentierte er seine Befindlichkeit:

„¿Qué hago yo aquí entre delincuentes? Yo no soy un delincuente“

„Was mache ich hier unter Kriminellen? Ich bin kein Verbrecher“

Seit 2009 beantragte er bei Gericht über seine Anwälte mehrfach seine Freilassung, Petitionen, die kategorisch abgelehnt wurden, weil er der Ansicht war, dass das Risiko einer Flucht aus Correa weiterhin hoch sei.
Anfang 2012 setzte das zuständige Audiencia Nacional de España die Kaution auf 1.000.000 EUR, fest. Correa erklärte, dass dies jenseits seiner finanziellen Möglichkeiten liege. Andererseits stufte die Staatsanwaltschaft die Fluchtgefahr weiterhin als sehr hoch ein und verteidigte so die Fortsetzung der Untersuchungshaft.

### Gegenwärtige Situation
Schließlich verließ er am 11. Juni 2012 das Centro Penitenciario Madrid V, dank einer Kaution von 200.000 Euro, die seine Mutter bezahlt hat. Es wird weiterhin in Verfahren wegen Bestechung, Vorteilsgewährung Geldwäsche, Steuerbetrug, Bildung krimineller Vereinigungen und Urkundenfälschung ermittelt. Der Richter hat seinen Reisepass eingezogen, er darf Spanien nicht verlassen hat die Auflage einer täglichen Meldepflicht.
Nach seiner Freilassung kehrte er mit seiner Familie in sein Haus in Sotogrande zurück.
Seine Nachbarn waren von seiner Rückkehr distanziert oder verärgert und die Vereine in der Gegend sind nicht bereit, ihn nach dem Skandal wieder aufzunehmen. Der Zugriff auf den überwiegende Teil, des vom spanischen Staat beschlagnahmten Vermögens ist ihm weiterhin verwehrt. Im September 2012 übermittelten US-Behörden der spanischen Justiz Daten zu Konten von Correa in den USA und in Gibraltar. Zuvor war sein Cousin und wichtigstes Aushängeschild, Antoine Sánchez, angesichts der schwierigen wirtschaftlichen Lage, die er selbst vor Gericht erklärte, bereit gewesen, eine Einigung zu erzielen und mit der Justiz gegen Francisco Correa zusammenzuarbeiten. Er war bereit an der Aufdeckung mitzuwirken, erklärte, dass ihm die tatsächlichen Geschäftspraktiken unbekannt waren und er im Glauben handelte sei wären legal. Correa versicherte, er hätte in dem Glauben gehandelt, dass der Generalsekretär der PP alle Ausgaben für Wahlkämpfe genehmigt hätte.
2017 erschienen die Unternehmen von Francisco Correa in den Paradise Papers auf.
Am 8. Mai 2018 bestätigte das Tribunal Supremo (España) das Urteil des Tribunal Superior de Justicia de la Comunidad Valenciana von 2017, mit welchem die Gesetzesverstöße gegenüber der valencianischen Feria Internacional de Turismo-Fall mit einer 13-jährigen Haftstrafe verurteilt wurde, womit die Verträge zwischen der Generalitat Valenciana und den von Correa geleiteten Unternehmen von 2005 bis 2009, gewürdigt wurden.
Am 20. November 2019 verurteilte die Audiencia Nacional de España Francisco Correa und Pablo Crespo zu drei Jahren beziehungsweise sieben Jahren Haft wegen 2004 fortgesetzter Straftaten aus dem Formenkreis der Vorteilsgewährung, gegenüber einem Beamten Stadt Jerez de la Frontera zum Schaden der Feria Internacional de Turismo.